# サインシステム

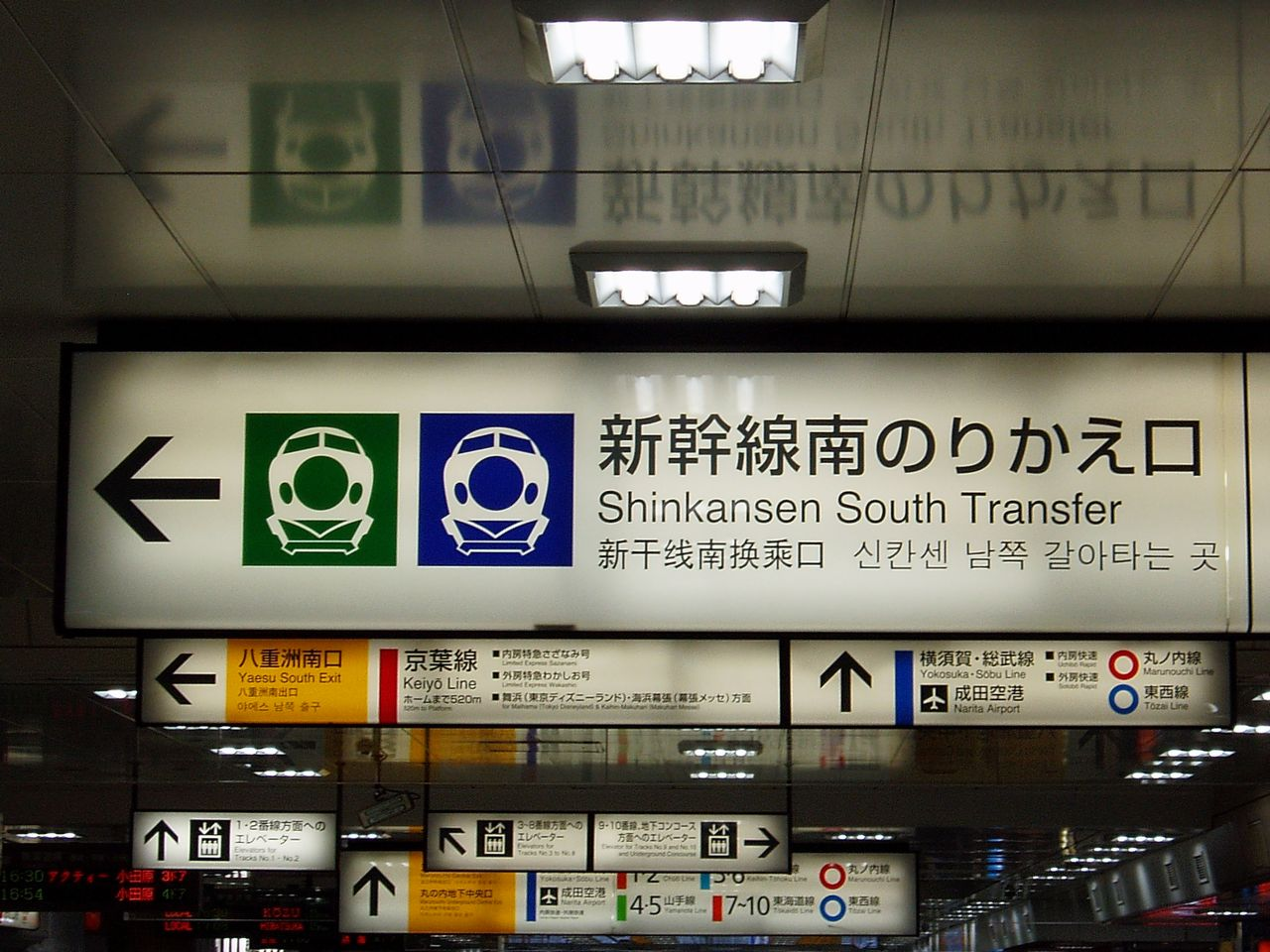
鉄道駅に見られるサインシステムの例（東京駅、2009年2月）

サインシステムとは、鉄道駅や商業施設などの公共施設等に設置される案内標識（案内サイン）の体系。
特に公的機関が公共空間に設置する地理や方向、施設の位置等に関した情報を提供する媒体としての標識、地図、案内誘導板等の総称を公共サインという。本項では主に公共サインのサインシステムについて述べる。

## 概要
万人に向けた適切な情報伝達をめざしピクトグラムなどを組み合わせてわかりやすい誘導を促す。サインマニュアルと呼ばれる設置基準などを定め、基準に沿ってデザインされた案内標が通路の天井部や壁面等に設置されていることが多い。一般には、駅の出入口に設置されている緑色の標識や、出口を表す黄色い標識、路線を表すラインカラーの標識などが例として挙げられる。

## 歴史
- 1963年 - 大正末期から用いられてきた道路標識ならびに指示標識を1964年東京オリンピック対策として抜本改善を図ったプロジェクトが日本で初めて体系的に構築されたサインシステムとされている。
- 1970年 - 日本万国博覧会でピクトグラムと組み合わせた最近のデザインに通ずるサインシステムが導入された。
- 1971年 - 梅田駅（阪神）改装工事に伴い、星光の主導で導入されたサインシステムが、現在では一般的となっている鉄道事業者におけるサインシステム初の導入事例である。[2]

## サインシステムの種類
案内サイン
一定範囲内の施設の位置などを告知するためのサイン（地図など）
誘導サイン
施設の位置する方向やルートを告知するための、名称、矢印、ピクトグラム、距離などを表示するサイン
記名サイン
施設の名称を告知するため施設名やピクトグラムなどを表示したサイン
説明サイン
施設や地域資源に関する情報などを説明するサイン
規制サイン
禁煙など利用者の一定の行動を抑制するためのサイン

## サインシステムの設置形式
導線に沿って利用者からどのような情報ニーズが起きるか分析することを情報ニーズ分析という。この中で予測された情報ニーズに対応するための表示方式や照明方式により複数の種類に分類される。
表示方式 - 固定表示方式・可変表紙方式・点滅表示方式・直接描写方式
照明方式 - 内照式・外照式・無灯式
常設されている施設への方向情報は一般的に固定表示方式で問題ないが、例えば時間帯によって上りと下りで運用が異なるエスカレーターは可変表示方式の方が向いている。
サインシステムを構築する場所の空間の特徴を平面・断面・展開などによる分析（空間条件分析）し、サインの設置形式を定めていく。歩行者の導線や設置場所の条件によってサインの設置形式が決められる。以下に設置形式を列挙する。
- 吊り下げ式 - 天井や梁から吊り下げる形式[5]。天井に直接つける方式やパイプに表示物を吊り下げるパイプペンダント型がある[5]。
- 壁づけ型 - 壁や柱に平付けする形式[5]。壁埋め込み、半埋め込み、外付けなどの種類がある[5]。
- 自立型 - 床面や舗装面にアンカーボルトを打ち付けて自立させる形式[5]。
- 突き出し型 - 壁や柱などから広間や通路などに突き出して設置する形式[5]。
- ボーダー型 - 開口上部や垂れ壁に平付けまたは横長に吊り下げる形式[5]。
- 可搬型 - 仮設のサインを設置する際に用いられる形式で、器具に脚部を設けて自立させるが必要に応じて持ち出すことができる[5]。

- フロアシートサイン - 床の上にサインを描く方式[6]。路面標示もフロアシートサインの一種と言える[7]。移動しながら進行方向が分かる利点があるが、どの位置に視点を設けるかが設定しづらく、上に人や物がある状態では見えづらく、更には踏みつけられることで劣化が進みやすい欠点がある[6]。

## サインシステムのデザイン
サインシステムのデザインの要素には、サインの大きさや形状、文字の書体（フォント）、文字の大きさ、ピクトグラム、色彩、素材などがある。 

### デザインの要素
ピクトグラム
ピクトグラムは抽象化、単純化された絵文字等で表現される視覚言語の一つで、文字と同じく理解には学習または慣れが必要であり、図記号の普及度により情報伝達に差が生じる。案内用の図記号は日本では絵文字、絵表示、マーク、アイコンなどと呼ばれることもある。欧米ではピクトグラムのほか、アイソタイプ、ピクトグラフ、サイン、シンボルなどと呼ばれる。
フォント
かつてはゴシック4550のようにサイン用の専用フォントが設計されることもあったが、現在では新ゴなど一般的なフォントが利用されることが多い。

### ISOの案内用図記号
国際的には国際標準化機構（ISO）による案内用図記号（グラフィカルシンボル）の標準化が行われており「ISO 7001 案内用図記号」に定められている。

### JISの案内用図記号
日本では2002年3月、JIS規格に「JIS Z 8210 案内用図記号」が定められた。

### 東日本旅客鉄道での例

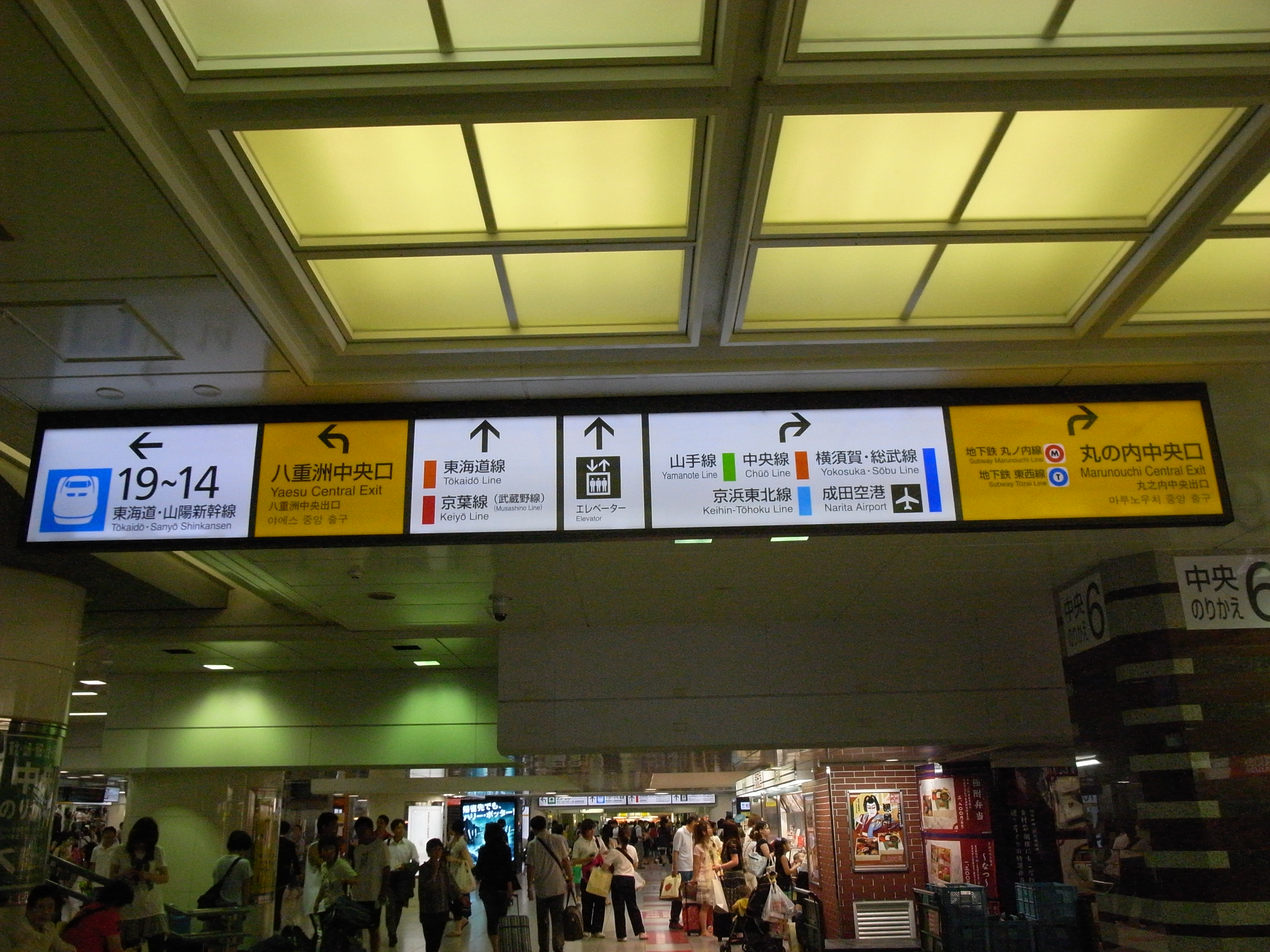
ピクトグラムやカラフルな色遣い、大きな番線表示などが工夫されているJR東日本が設置する最新のサイン。（JR東日本・JR東海東京駅、2009年8月）

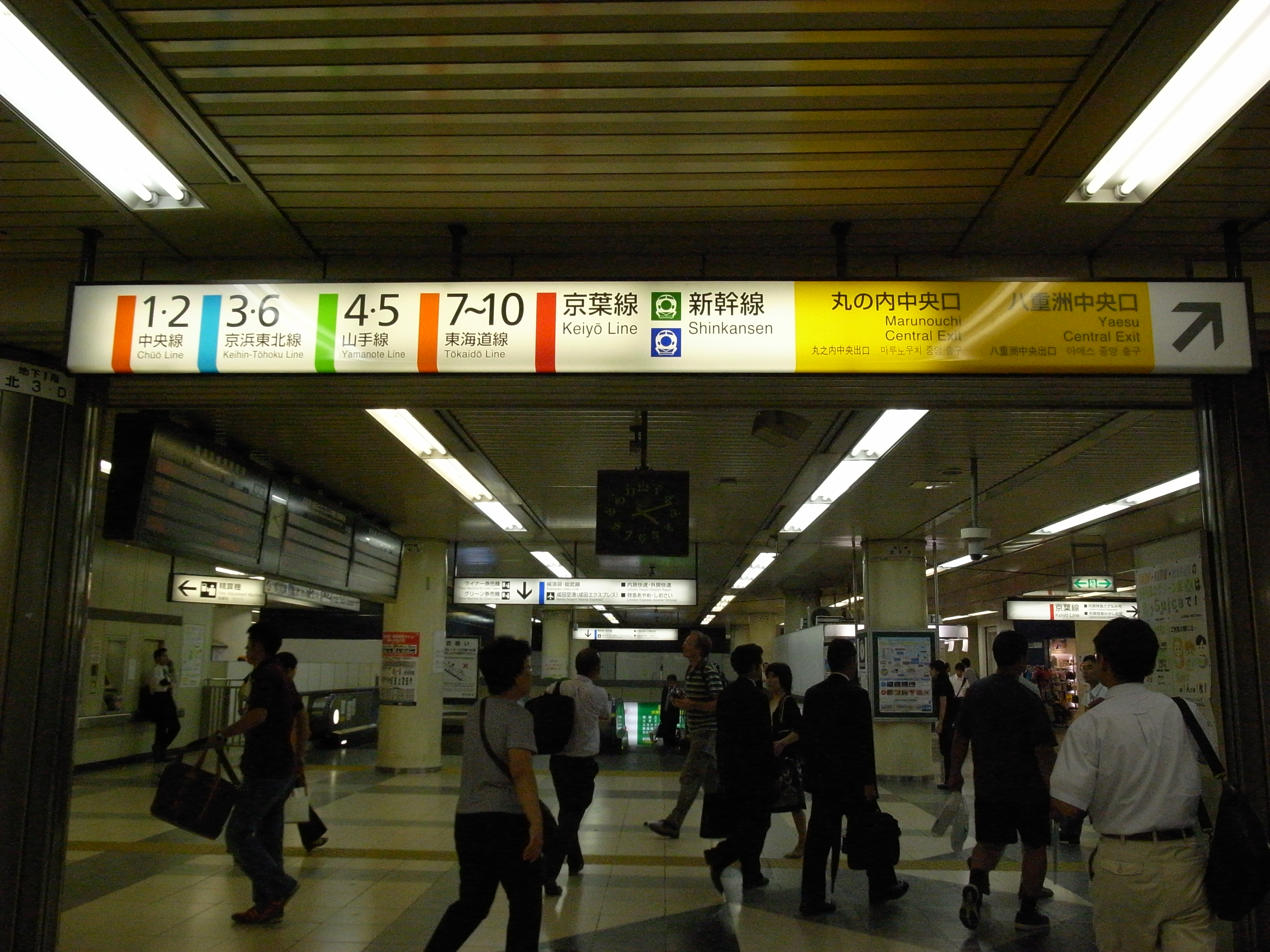
ピクトグラム、4言語表記が見られる1世代前の蛍光灯内照式サイン。（東京駅、2009年8月）

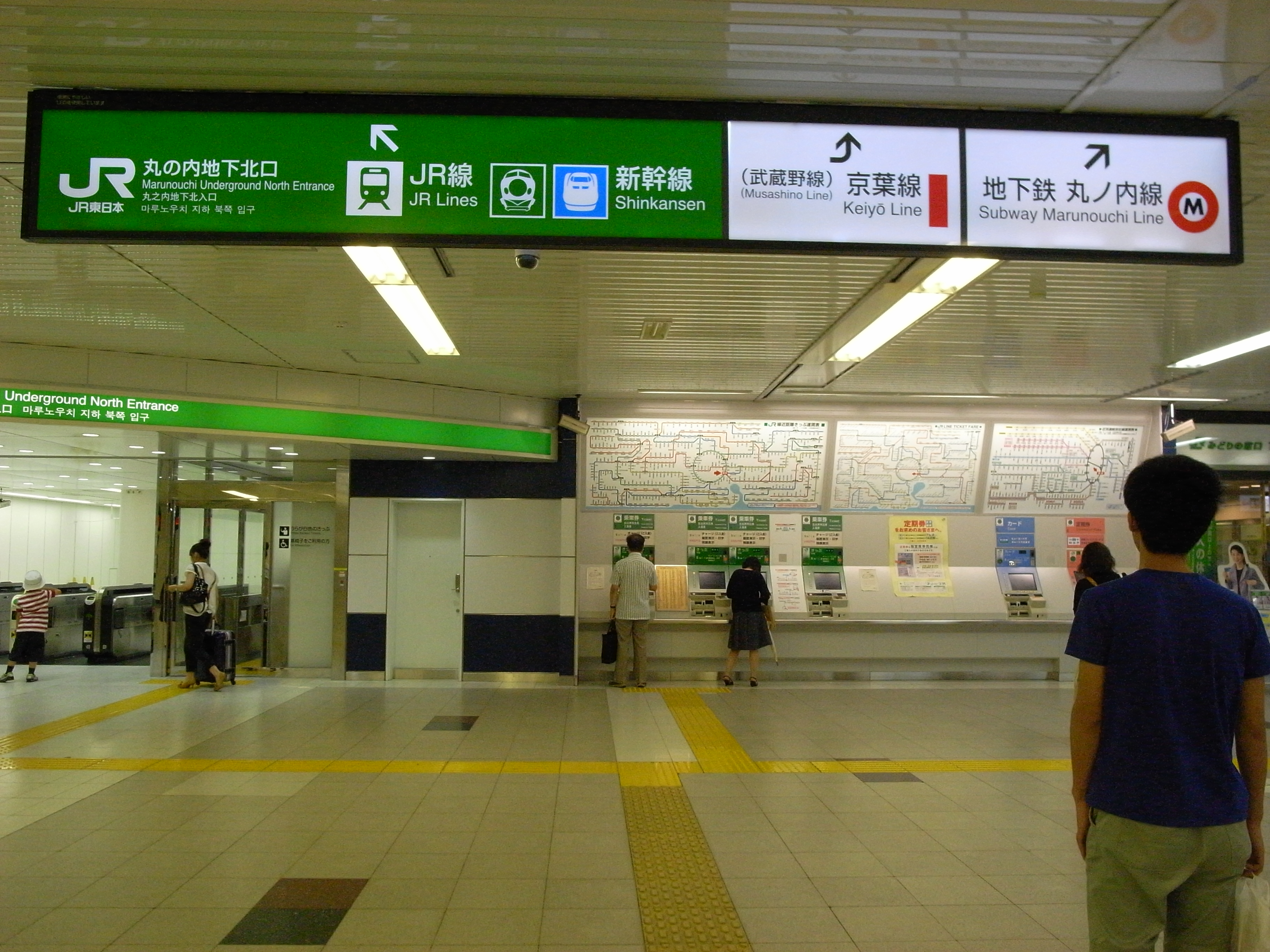
現行サインシステムの例。LED内照式が使われており、各目標物ごとに矢印がつけられている（東京駅、2009年8月）

東日本旅客鉄道（JR東日本）は、日本で一番大きな規模の鉄道会社であり、無数の駅を抱えている。サインシステムを大規模に導入しており、現在ではJR東日本のほぼすべての営業区域で基本的には同じサインが見られるようになっている。
1990年に初めて体系的なサインマニュアルが制定された後、いろいろな過程をたどって現在のものになっており、最近では2007年に大きく改訂されている。徐々に新しいサインが導入されているが、現在は各世代のサインが入り混じっている。
日本語に新ゴ M（当初はゴナ）、欧文にHelveticaおよびFrutigerが使用され、標準案内用図記号によるピクトグラムが使用されている。近年ではLED式の電照による案内板も設置され始めている。
国鉄時代のサイン
日本国有鉄道では、鉄道掲示基準規程による全国的なサインの統一が図られていた。しかし、この規程はサインそのものに対する曖昧なデザインの指定であり、サインの設置場所やサインの内容までは厳密に規定していなかった。国鉄分割民営化とともに、各会社で鉄道掲示基準規程を引き継いだが、その後、JR各社で新しいサインシステムが開発・採用されていった。
新宿駅のサイン
JR東日本の独自のサインシステム導入は、1989年の新宿駅サイン計画から始まる。1988年から1989年にかけて、デザイン事務所GKグラフィックスにより全面的に新宿駅のサインが企画された。和文書体にゴナを使用したこのサインは、各路線のラインカラーを全面に生かして設計された。出口系統の表示は背景を黄色にするなど、客が直感的に理解できるような工夫が多く盛り込まれた。
最初のデザインマニュアル（1990年〜）
1990年には、その成果を生かしたJR東日本デザインマニュアルが作成された。これにより、駅や電車のサインを含めたデザインが規定され、以後JR東日本のサインシステムはこのマニュアルに準拠することとなった。しかし広大な営業区域を擁するゆえに、この時期のサインにはJR東日本の支社によって細部が異なるデザインが散見される。
サインマニュアルの制定（2001年〜）
1990年代の終わりごろ、デザインマニュアルに則ったサインの整備はさまざまな問題に直面した。ユニバーサルデザインの上で、文字の表記やピクトグラムの活用が必要となってきたのである。2001年には、デザインマニュアルは大幅に改訂され、2年をかけて新たにサインに特化した「案内サインマニュアル」が制定された。この改訂によって、今日ではJIS規格化されている標準案内用図記号がサイン全般に導入された。2002年には、日本で開催された2002 FIFAワールドカップの影響を受け、新しく日英中韓の4言語表示を規定している。
サインマニュアルの改訂（2007年〜）
2007年に案内サインマニュアルが大きく改訂されている。JR東日本の5年にわたる調査研究により、サイン自体のデザインが大きく変更された。特に客を誘導するサインの中の矢印の付け方が大きく変わったのが特徴である。目標物の表示と矢印が離れすぎている場合を解消するため、この改訂では各目標物ごとに太線で区切り、それぞれに矢印が付けられている。
この頃からLED照明式サインという新しいタイプのサインが導入されている。LED照明を利用しているため従来のものより薄型であり明るい。さらに蛍光灯と違い明るさにムラがなく寿命も長く、各駅で導入が進んでいる。